# Luise von Schwartzkoppen

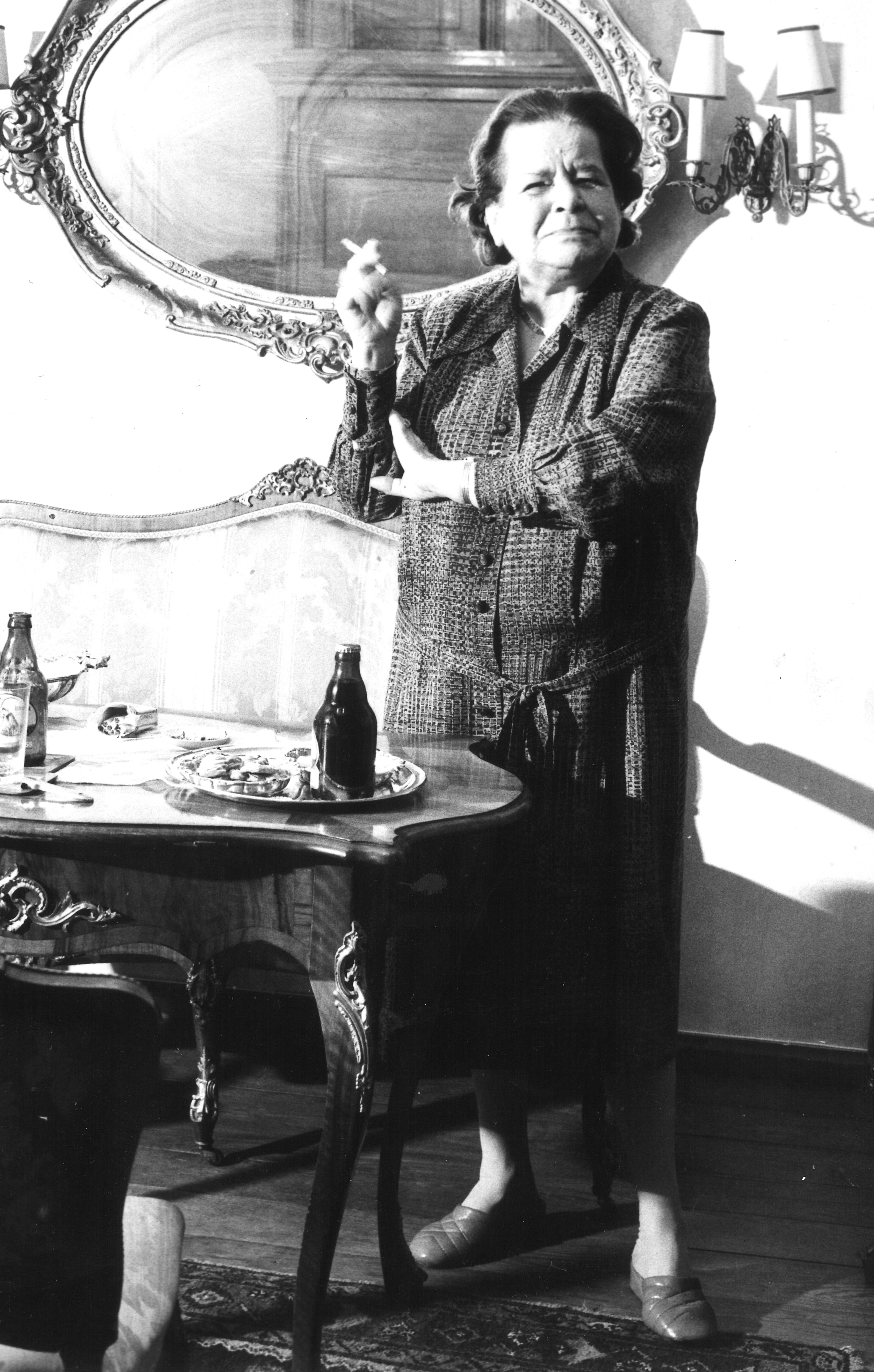
Dr. Luise von Schwartzkoppen, ca. 1970

Luise von Schwartzkoppen (geboren 6. März 1902 in Berlin-Schöneberg; gestorben 11. Februar 1986 in Berlin-Steglitz) war eine deutsche Juristin und Bibliothekarin. Sie war ab 1951 maßgeblich an der Gründung und dem Aufbau der Universitätsbibliothek der Freien Universität Berlin beteiligt.

## Leben
Luise von Schwartzkoppen wurde am 6. März 1902 in Berlin-Schöneberg geboren. Ihre weiteren Vornamen waren Clotilde Adelheid Felizitas. Ihr Vater Georg Rüdiger Johann Friedrich von Schwartzkoppen (geboren am 18. November 1854, gestorben am 26. Juni 1918) war Diplomat und als Kaiserlicher Wirklich Geheimer Legationsrat Leiter der Personalabteilung im Auswärtigen Amt. Ihre Mutter war Marie Luise Wilhelmine Natalie Ottilie Johanne von Schwartzkoppen, geb. von Oertzen (geboren am 25. Mai 1873, gestorben am 23. März 1944). Luise Schwartzkoppen verbrachte ihre Kindheit in Berlin und Paris. Ihr Bruder war Eduard von Schwartzkoppen, geboren 1903 in Berlin.

### Ausbildung und Beruf
Nach dem Abitur, das sie Ostern 1921 an der Chamisso-Studienanstalt in Berlin-Schöneberg ablegte, war sie zunächst ab 1921 als Fremdsprachensekretärin und Übersetzerin in der Deutschen Staatsvertretung bei den deutsch-französischen Gemischten Schiedsgerichten in Berlin und an der deutschen Geschäftsstelle in Paris tätig. Ab 1925 studierte sie gleichzeitig an der Faculté de droit in Paris Rechts- und Staatswissenschaften. Im Herbst 1926 setzte sie das Studium an der Friedrich-Wilhelms-Universität in Berlin fort. 1929 legte sie das Referendarexamen ab und promovierte 1931 an der Rheinischen Friedrich-Wilhelms-Universität Bonn. 1931 bis 1932 war sie als Referentin am Institut für ausländisches und internationales Privatrecht der Kaiser-Wilhelm-Gesellschaft in Berlin tätig. 1931 absolvierte sie ein bibliothekswissenschaftliches Volontariat an der Universitätsbibliothek der Friedrich-Wilhelms-Universität  und 1932 an der Preußischen Staatsbibliothek zu Berlin. Am 26. September 1933 legte sie die bibliothekswissenschaftliche Fachprüfung ab und wurde ab Oktober 1933 als Angestellte der Preußischen Staatsbibliothek übernommen. Von 1934 bis 1950 war sie Leiterin des Referats für Rechts- und Sozialwissenschaften der Preußischen Staatsbibliothek. Ab 1945 kamen weitere Aufgaben hinzu: sie richtete die Benutzungsabteilung neu ein und baute eine Tauschstelle für Neuerwerbungen ausländischer Literatur auf. Am 30. Juni 1950 gab sie ihre Stellung an der Öffentlichen Wissenschaftlichen Bibliothek Berlin (Ost) mit der Begründung auf, dass „in meiner Person die politischen Voraussetzungen nicht vorliegen, die von den Beschäftigten der DDR verlangt werden“.
Ab 1. Dezember 1951 war Luise von Schwartzkoppen als wissenschaftliche Bibliothekarin an der Bibliotheksleitstelle in Berlin (West) tätig. Im November 1953 wurde Luise von Schwartzkoppen als Stellvertreterin des Direktors Wieland Schmidt der Universitätsbibliothek der Freien Universität Berlin bestätigt. Sie war dort bis zur Pensionierung 1967 als stellvertretende Direktorin tätig.
Nach ihrer Pensionierung war sie u. a. Vorstandsmitglied der Viktoria-Studienstiftung, 1947 in der Akademischen Kommission des Wilmersdorfer Frauenbundes und 1949 Mitbegründerin des Deutschen Akademikerinnenbunds e.V. (DAB) und Mitglied im Deutschen Staatsbürgerinnenverband e.V.
Luise von Schwartzkoppen wurde auf dem Alten St.-Matthäus-Kirchhof Berlin  beigesetzt.

## Werke

### Schriften
- Die Zwangsvollstreckung eines Konkursgläubigers in ausländisches Vermögen des Gemeinschuldners nach Konkurseröffnung. Bonn, Köln: Röhrscheid, 1931. (= Bonner rechtswissenschaftliche Abhandlungen, 17)
- Universitätsbibliothek: Einrichtungen und Benutzung. Berlin: Freie Universität, Universitäts-Bibliothek, 1967.

### Artikel (in Auswahl)
- Die rechtliche Zulässigkeit der Photokopie im Rechte des Auslandes und nach dem Entwurf zu einem neuen Urheberrechtsgesetz. In: Zentralblatt für Bibliothekswesen (ZfB) 51 (1934), S. 297–311.
- Die Universitätsbibliothek, Berlin-Dahlem. In: Studienführer der Freien Universität Berlin, 1957, S. 61–72.